# Batman: Arkham City Lockdown
Batman: Arkham City Lockdown (с англ. — «Бэтмен: Аркхэм-Сити. Локдаун») — видеоигра в жанре action-adventure из серии Batman: Arkham, разработанная NetherRealm Studios и изданная Warner Bros. Interactive Entertainment для операционных систем iOS (7 дек. 2011 г.) и Android (26 июня 2013 г.). Является спин-оффом Batman: Arkham City, в котором рассказывается о событиях произошедших до действия основной игры. Боевая система представляет собой типичный файтинг, в игре также присутствуют так называемые «боссы»: Двуликий, Соломон Гранди, Джокер иДетстроук. После победы над врагами накапливаются очки, которые можно использовать для обновления статистики Бэтмена, или открытия новых гаджетов, костюмов. В игре представлена интеграция с Game Center.

## Игровой процесс
Arkham City Lockdown - это файтинг, в котором игроку необходимо использовать сенсорный экран для управления Бэтменом и победы над врагами. Если игрок двигает пальцем влево и вправо, он может заставить Бэтмена несколько раз ударить своих врагов. Если враг попытается ударить Бэтмена, игрок может провести пальцем вниз, чтобы отразить атаку противника. Бэтмен также может противостоять врагам, нажимая на определенную часть тела на экране, что приведет к уничтожению (или скоращенмю значительной части их здоровья). У некоторых врагов есть атаки, которые нельзя блокировать, только уклоняться (отображается красным щитом). Во время боев игроки могут преобразовывать накопленную кинетическую энергию в потенциальную энергию для нанесения разрушительных ударов. Когда игрок побеждает врагов, очки опыта зачисляются на счёт, которые используются для покупки улучшений, таких как гаджеты, комбо-удары, повышение здоровья и т.д. Игроки также могут купить альтернативные костюмы для Бэтмена; костюм бэтмена 1970-х годов - единственный, который доступен бесплатно для всех игроков после загрузки. 
Финальная версия игры включает в себя шесть уровней и дополнительные четыре бонусных этапа, которые вознаграждают игрока улучшениями для Бэтмена. На каждом уровне есть 3-4 головореза, с которыми нужно сражаться в 2 этапа, и босс в конце уровня. После прохождения игры игроки могут переигрывать уровни с повышенной сложностью, где враги наносят больше урона и имеют больше здоровья.

## Сюжет
После того, как мэр Куинси Шарп объявляет об Аркхэм-Сити, новой супер-тюрьме, расположенной в разрушающихся городских трущобах Готэм-Сити, Джокер собирает нескольких злодеев, чтобы организовать побег из убежища Аркхэм. В то время как злодеи и их головорезы сеют хаос на улицах Готэма, Бэтмен пытается остановить их. Он быстро расправляется с бандами Двуликого и Пингвина и побеждает Соломона Гранди в канализации. Тем временем Хьюго Стрэндж, надзиратель Аркхэм-Сити, нанимает убийцу Дэтстроука, чтобы захватить Бэтмена, но тот терпит поражение и отправляется в тюрьму Блэкгейт.
Позже, патрулируя крыши, Бэтмен встречает Джокера, который показывает, что он медленно умирает из-за нестабильных свойств формулы Титана (которую он ввел себе в конце Batman: Arkham Asylum). Бэтмен побеждает Джокера и его головорезов, их арестовывают. Разъяренный захватом Джокера, Харли Квинн и оставшиеся люди Джокера, включая мистера Хаммера, похищают репортера, чтобы потребовать за нее выкуп за освобождение Джокера, но Бэтмен побеждает их и спасает репортера. Тем временем Робин пытается захватить Ядовитый Плющ, но она порабощает его вместе с несколькими полицейскими, используя свои особые феромоны. Бэтмену удается освободить их из-под контроля Айви, прежде чем захватить Айви и отвезти ее обратно в Аркхэм.

## Разработка
С момента своего выхода игра обновлялась трижды. Первое обновление добавило больше достижений и костюмов, в то время как второе и третье добавили больше областей и злодеев (Харли Квинн во 2 обновлении и Ядовитый плющ в 3 обновлении). Каждое из этих обновлений также добавляло больше скинов и достижений, а также повышало уровень сложности.
В игре присутствует озвучка, многие актеры повторяют свои роли из Arkham Asylum и Arkham City. Актерский состав ансамбля включает Кевина Конроя в роли Бэтмена, Марка Хэмилла в роли Джокера, Тару Стронг в роли Харли Куинна, Фреда Татаскиоре в роли Соломона Гранди и мистера Хаммера, Троя Бейкера в роли Двуликого и Робина и Кори Бертона в роли Хьюго Стрэнджа. Эми Карл заменяет Тасию Валенцу в роли Ядовитого Плюща, в то время как персонаж Дэфстроука дебютирует в сериале (озвучивает Ларри Гримм, которого заменит Марк Ролстон в Arkham Origins и Arkham Knight).

## Критика
| Сводный рейтинг       | Сводный рейтинг |
| Агрегатор             | Оценка          |
| --------------------- | --------------- |
| Metacritic            | 69/100          |
| Иноязычные издания    |                 |
| Издание               | Оценка          |
| Eurogamer             | 70 %            |
| IGN                   | 70 %            |
| TouchArcade           | [ 7 ]           |
| Gamezebo              | [ 8 ]           |
| Русскоязычные издания |                 |
| Издание               | Оценка          |
| PlayGround.ru         | 70 %            |

Игра в целом получила положительные отзывы.